# Arothron
Arothron is een geslacht van vissen uit de familie van de kogelvissen (Tetraodontidae).
Vissen uit dit geslacht worden vaak gehouden in zee-aquaria. Ze zijn populair door hun grote en expressieve ogen waarmee ze kunnen knipperen en hun hondachtige snuit. De grootste soort uit dit geslacht, Arothron stellatus kan tot 1,2 meter lang worden.
Alle soorten uit dit geslacht zijn zeer giftig door het tetrodotoxine in hun lijf dat 10.000 maal zo krachtig is als cyanide.

## Soorten
Volgens ITIS worden de volgende soorten onderscheiden:
- Arothron caeruleopunctatus Matsuura, 1994
- Arothron carduus (Cantor, 1849)
- Arothron diadematus (Rüppell, 1829) – Maskerkogelvis
- Arothron firmamentum (Temminck & Schlegel, 1850)
- Arothron gillbanksii (Clarke, 1897)
- Arothron hispidus (Linnaeus, 1758) – Witgevlekte kogelvis
- Arothron immaculatus (Bloch & Schneider, 1801)
- Arothron inconditus Smith, 1958
- Arothron leopardus (Day, 1878)
- Arothron manilensis (Marion de Procé, 1822)
- Arothron mappa (Lesson, 1831)
- Arothron meleagris (Lacepède, 1798)
- Arothron nigropunctatus (Bloch & Schneider, 1801)
- Arothron reticularis (Bloch & Schneider, 1801)
- Arothron stellatus (Bloch & Schneider, 1801) – Reuzenkogelvis